# Battenheim
Battenheim (prononcer [batənaim]  ; en alsacien Bàttene) est une commune située dans l'aire d'attraction de Mulhouse et faisant partie de la collectivité européenne d'Alsace (circonscription administrative du Haut-Rhin), en région Grand Est.
Cette commune se trouve dans la région historique et culturelle d'Alsace et fait partie de Mulhouse Alsace Agglomération (M2A) depuis le 1er janvier 2010. Ses habitants sont appelés les Battenheimois et les Battenheimoises. On leur donne traditionnellement le sobriquet « Fourmi » ou « Omeise » (en alsacien), de par le dur labeur que devaient jadis fournir les cultivateurs pour exploiter leurs sols caillouteux.

## Géographie

### Localisation
Battenheim est située dans la plaine de l'Ill, au nord-est de l'Ochsenfeld : à 5 km au sud de la ville d'Ensisheim et à 10 km au nord-est de la ville de Mulhouse. Le village se situe à environ 15 km à l'ouest de la frontière allemande.
Le village est implanté à l'extrémité ouest de son ban et plusieurs zones y sont distinguables :
- le centre du village et ses bâtisses anciennes, son église et ses commerces, à l'ouest du territoire de la commune ;
- des lotissements résidentiels aux maisons plus contemporaines, à l'ouest et au sud-est du centre du village.

Le reste du territoire, essentiellement au nord, au sud et à l'est, est constitué de grandes zones agricoles aux cultures majoritairement intensives et d'une partie de la forêt domaniale de la Hardt, qui constitue une très large partie de l'est du territoire.
La route départementale 201, qui relie Bâle à l'autoroute A35 à hauteur de Meyenheim, coupe le village en deux du sud au nord. De même, l'autoroute A35, reliant Bâle à Strasbourg, traverse le territoire de Battenheim à quelques centaines de mètres à l'est des habitations.
|            | Ensisheim   | Munchhouse  |
| Ruelisheim | Battenheim  | Ottmarsheim |
|            | Baldersheim | Ottmarsheim |

### Hydrographie

#### Réseau hydrographique
La commune est dans le bassin versant du Rhin au sein du bassin Rhin-Meuse. Elle est drainée par le canal du Rhône au Rhin et le ruisseau Quatelbach,.
Le canal du Rhône au Rhin est un canal français qui relie la Saône, affluent navigable du Rhône, au Rhin, par la vallée du Doubs et son prolongement en Haute Alsace jusqu'à Niffer sur le Rhin, un autre prolongement rejoignant Strasbourg par la canalisation de l'Ill. La commune est sur la section qui relie Valdieu-Lutran à Saint-Symphorien-sur-Saône. 
Le Quatelbach, d'une longueur de 15 km, prend sa source dans la commune de Mulhouse et se jette  dans le canal Vauban à Ensisheim, après avoir traversé six communes. Les caractéristiques hydrologiques du ruisseau Quatelbach sont données par la station hydrologique située sur la commune d'Illzach. Le débit moyen mensuel est de 1,49 m3/s. Le débit moyen journalier maximum est de 2,15 m3/s, atteint lors de la crue du 4 février 2021. Le débit instantané maximal est quant à lui de 2,37 m3/s, atteint le 1er février 2021.

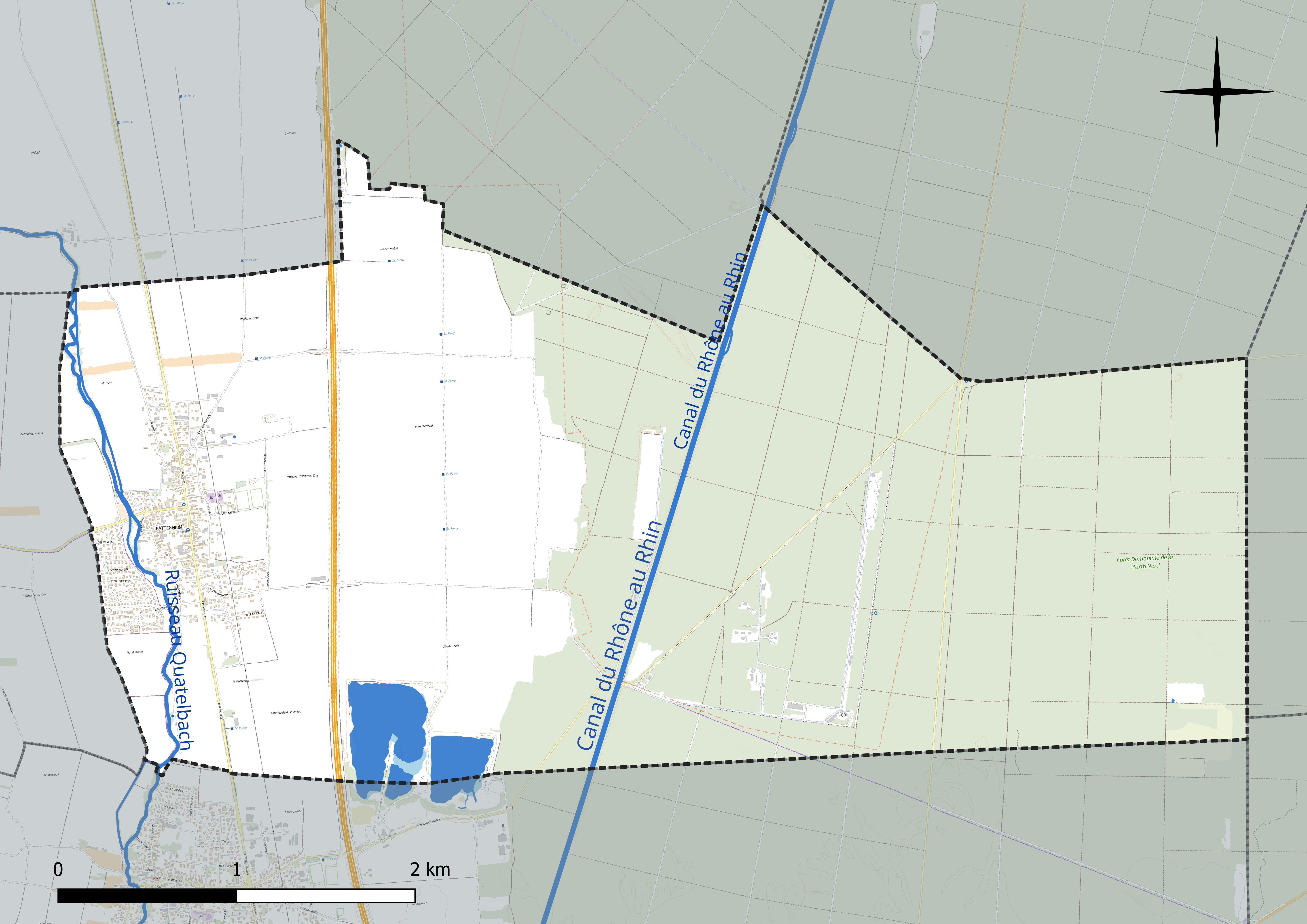
Réseau hydrographique de Battenheim.

#### Gestion et qualité des eaux
Le territoire communal est couvert par le schéma d'aménagement et de gestion des eaux (SAGE) « Ill Nappe Rhin ». Ce document de planification concerne la nappe phréatique rhénane, les cours d'eau de la plaine d'Alsace et du piémont oriental du Sundgau, les canaux situés entre l'Ill et le Rhin et les zones humides de la plaine d'Alsace. Le périmètre s’étend sur 3 596 km2. Il a été approuvé le 17 janvier 2005. La structure porteuse de l'élaboration et de la mise en œuvre est la région Grand Est. 
La qualité des cours d’eau peut être consultée sur un site dédié géré par les agences de l’eau et l’Agence française pour la biodiversité. 

### Climat
Pour des articles plus généraux, voir Climat du Grand Est et Climat du Haut-Rhin.
En 2010, le climat de la commune est de type climat des marges montargnardes, selon une étude du Centre national de la recherche scientifique s'appuyant sur une série de données couvrant la période 1971-2000. En 2020, Météo-France publie une typologie des climats de la France métropolitaine dans laquelle la commune est exposée à un climat semi-continental et est dans la région climatique  Alsace, caractérisée par une pluviométrie faible, particulièrement en automne et en hiver, un été chaud et bien ensoleillé, une humidité de l’air basse au printemps et en été, des vents faibles et des brouillards fréquents en automne (25 à 30 jours). 
Pour la période 1971-2000, la température annuelle moyenne est de 10,4 °C, avec une amplitude thermique annuelle de 17,9 °C. Le cumul annuel moyen de précipitations est de 599 mm, avec 8 jours de précipitations en janvier et 8,6 jours en juillet. Pour la période 1991-2020, la température moyenne annuelle observée sur la station météorologique de Météo-France la plus proche, « Mulhouse », sur la commune de Mulhouse à 8 km à vol d'oiseau, est de 11,1 °C et le cumul annuel moyen de précipitations est de 747,6 mm. 
La température maximale relevée sur cette station est de 39,4 °C, atteinte le 13 août 2003 ; la température minimale est de −21,5 °C, atteinte le 10 février 1956,,. 
Les paramètres climatiques de la commune ont été estimés pour le milieu du siècle (2041-2070) selon différents scénarios d'émission de gaz à effet de serre à partir des nouvelles projections climatiques de référence DRIAS-2020. Ils sont consultables sur un site dédié publié par Météo-France en novembre 2022.

## Urbanisme

### Typologie
Au 1er janvier 2024, Battenheim est catégorisée ceinture urbaine, selon la nouvelle grille communale de densité à sept niveaux définie par l'Insee en 2022.
Elle est située hors unité urbaine. Par ailleurs la commune fait partie de l'aire d'attraction de Mulhouse, dont elle est une commune de la couronne,. Cette aire, qui regroupe 132 communes, est catégorisée dans les aires de 200 000 à moins de 700 000 habitants,.

### Occupation des sols
L'occupation des sols de la commune, telle qu'elle ressort de la base de données européenne d’occupation biophysique des sols Corine Land Cover (CLC), est marquée par l'importance des forêts et milieux semi-naturels (55,5 % en 2018), une proportion identique à celle de 1990 (55,5 %). La répartition détaillée en 2018 est la suivante : 
forêts (55,5 %), terres arables (37,8 %), zones urbanisées (4,3 %), eaux continentales (2,4 %), mines, décharges et chantiers (0,1 %). L'évolution de l’occupation des sols de la commune et de ses infrastructures peut être observée sur les différentes représentations cartographiques du territoire : la carte de Cassini (XVIIIe siècle), la carte d'état-major (1820-1866) et les cartes ou photos aériennes de l'IGN pour la période actuelle (1950 à aujourd'hui).

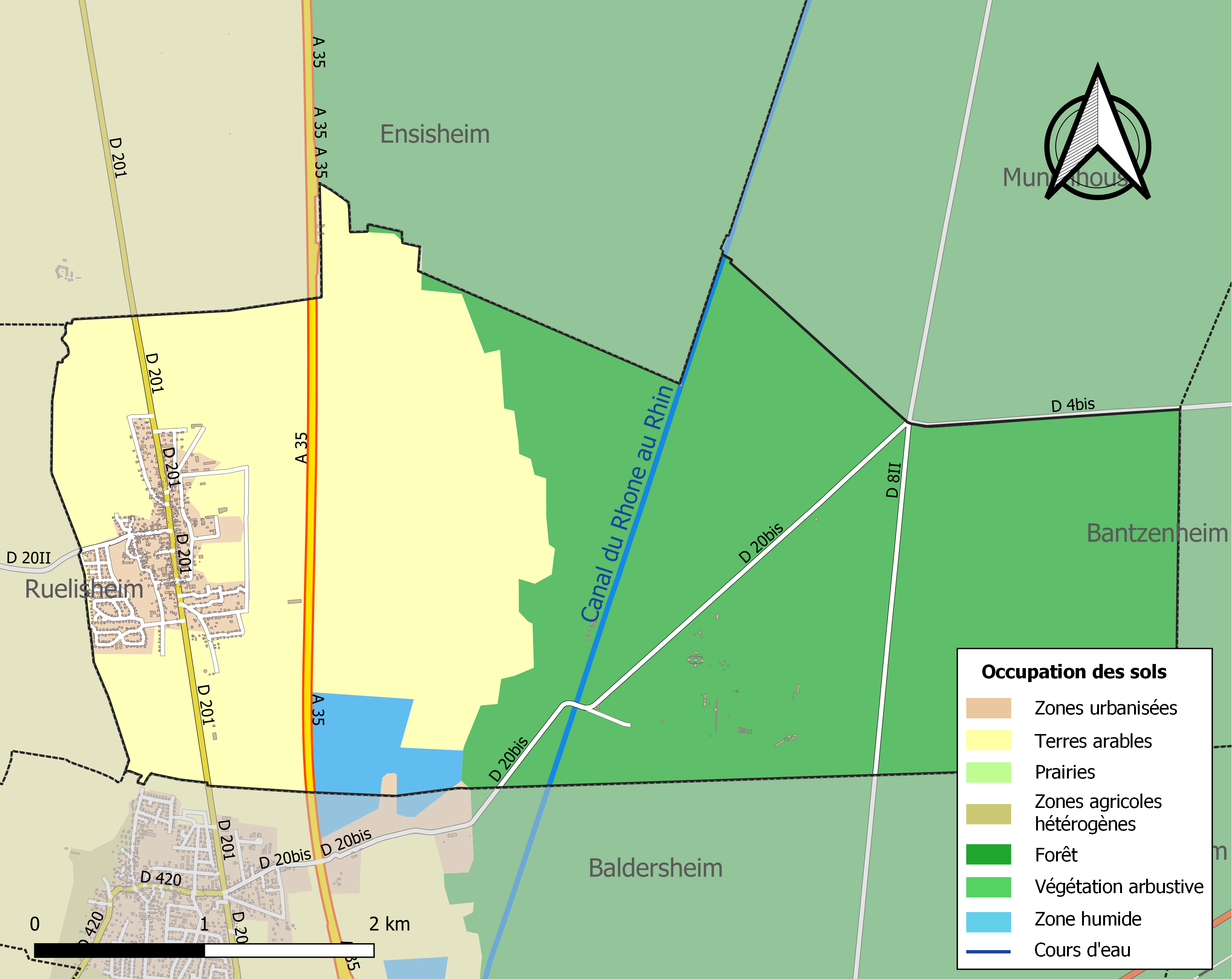
Carte des infrastructures et de l'occupation des sols de la commune en 2018 (CLC).

### Voies de communication et transports
Un bus Soléa fait régulièrement (environ toutes les heures) la liaison entre le village et une station de tramway de Mulhouse. Le trajet dure moins de vingt minutes. La gare centrale de Mulhouse est ainsi aisément accessible, et par là Paris qui est maintenant à 2 h 40 grâce au TGV Rhin-Rhône.
Battenheim est située non loin du nœud autoroutier entre l'A35 et l'A36 (Sausheim), reliant respectivement Strasbourg à Bâle et Mulhouse à Lyon, Paris, etc.
L'EuroAirport, l'aéroport de Bâle-Mulhouse-Freiburg, est à une demi-heure d'autoroute environ. Des navettes circulent également entre l'aéroport et Mulhouse. Il est désormais possible de se rendre rapidement partout en Europe, que cela soit en compagnie classique ou à bas prix.

## Histoire
Ci-dessous sont listés les principaux évènements ayant marqué l'Histoire de Battenheim depuis l'Antiquité jusqu'à nos jours.
Antiquité
- Les Romains s'étaient installés à Battenheim : il reste des vestiges d'un camp au lieu-dit Schnapphahnenlager.

Moyen Âge
- 817 : Première citation du nom du village, « Batenheim », sur un diplôme de l'empereur Louis le Pieux, comme propriété de l'abbaye d'Ebermunster dans le Ried.
- 1215 : Mention du moulin à huile et à grains sur le Quatelbach.
- 1361 : Le village fait partie de la seigneurie habsbourgeoise de Landser et du bailliage de Bas-Landser.
- 1375 : Destruction du village voisin d'Adolsheim par les Anglais.
- 1445 : Les Armagnacs ravagent la contrée.
- 1467 : L'église est incendiée par les habitants de la ville libre de Mulhouse.
- 1492 : Première représentation de Battenheim sur les feuilles volantes de Sébastien Brant, on y distingue une tour fortifiée.

Renaissance
- 1503 : Construction en trois ans du clocher à batière à trois étages.
- 1525 : La guerre des paysans donne lieu à un carnage dans la forêt de la Hardt. Des milliers d'insurgés du Sundgau sont massacrés avec les habitants du village par la cavalerie impériale autrichienne.

XVIIIe siècle
- 1761 et 1766 : Construction de la nef de l'église et installation d'un orgue.

Révolution
- 1792 : Des prêtres réfractaires sont accueillis à Battenheim.
- 1794 : Réquisition des cloches et des ornements de l'église.

XIXe siècle
- 1813 : Passage des Cosaques russes.
- 1821 : Construction d'une nouvelle maison communale-école.
- 1832 : Le canal du Rhône au Rhin traversant le ban de la commune devient navigable.
- 1863 : Construction de l'école des filles.
- 1885 : Mise en service du Glettisa (en alsacien), chemin de fer à vapeur passant dans la commune et reliant Mulhouse à Ensisheim.

XXe siècle
- 1918 : Battenheim compte 20 victimes dans le conflit (pour un total de 800 à 1 000 âmes).
- 1930 : Le tramway électrique entre en service à Battenheim.
- 1944 à 1945 : Libération de Battenheim.
- 1949 : Inauguration du premier terrain de football.
- 1957 : Visite du président de la République, René Coty.
- 1961 : Inauguration de la nouvelle mairie et création de l'actuel corps de sapeurs-pompiers.
- 1970 : Visite du président de la République, Georges Pompidou, et allocution d'accueil du maire Louis Thuet.
- 1981 à 1987 : Constructions successives d'un club-house pour le football club, d'une école maternelle et d'une caserne des pompiers.
- 1991 : Adhésion au District du Quatelbach, devenu ensuite Communauté de communes de l'Île Napoléon.
- 1995 : Rénovation totale de l'église Saint-Imier.
- 1999 : D'importants travaux d'aménagement de la rue principale du village (éclairage, espaces verts, pistes cyclables, etc) s'achèvent.

XXIe siècle
- 2010 : Battenheim devient membre de Mulhouse Alsace Agglomération (M2A), la communauté d'agglomération de la région mulhousienne.

## Politique et administration

### Découpage territorial
La commune de Battenheim est membre de l'intercommunalité Mulhouse Alsace Agglomération, un établissement public de coopération intercommunale (EPCI) à fiscalité propre créé le 15 juin 2016 dont le siège est à Mulhouse. Ce dernier est par ailleurs membre d'autres groupements intercommunaux.
Sur le plan administratif, elle est rattachée à l'arrondissement de Mulhouse, à la circonscription administrative de l'État du Haut-Rhin, en tant que circonscription administrative de l'État, et à la région Grand Est. 
Sur le plan électoral, elle dépendait jusqu'en 2020 du  canton de Rixheim pour l'élection des conseillers départementaux au sein du conseil départemental du Haut-Rhin. Depuis le 1er janvier 2021, elle dépend du même canton pour l'élection des conseillers d'Alsace au sein de la collectivité européenne d'Alsace.

### Chronologie des maires
| Période                                  | Période                   | Identité                                    | Étiquette | Qualité                 |
| ---------------------------------------- | ------------------------- | ------------------------------------------- | --------- | ----------------------- |
| 1940                                     | 1945                      | Xavier Brendlé                              |           |                         |
| 1945                                     | 1945                      | Xavier Thuet                                |           |                         |
| 1945                                     | 1950                      | Xavier Brendlé                              |           |                         |
| 1950                                     | 1959                      | Xavier Thuet                                |           |                         |
| 1959                                     | 1971                      | Louis Thuet                                 |           |                         |
| 1971                                     | 1983                      | Fernand Kubler                              |           |                         |
| 1983                                     | 1995                      | André Heck                                  | DVD       |                         |
| 1995                                     | 2008                      | Michel Marchal                              |           | Ancien adjoint au maire |
| 2008                                     | 2014                      | Georges Ottenwaelder                        |           |                         |
| mars 2014                                | En cours (au 31 mai 2020) | Maurice Guth Réélu pour le mandat 2020-2026 | UDI       | Retraité                |
| Les données manquantes sont à compléter. |                           |                                             |           |                         |

### Autres élections

#### Élections présidentielles
En 2007, la droite (UMP + divers droite) cumulait 41 % des suffrages exprimés (39 % au niveau régional) lors du premier tour de l'élection présidentielle. Le Front national obtenait un score de près de 20 %. La gauche et le centre avoisinaient les 18 % alors que l'extrême gauche n'obtenait que 4 % des suffrages exprimés. En comparaison, l'Alsace octroyait 4 points de plus à la gauche tout entière ainsi qu'au centre alors que l'extrême droite n'obtenait que 13,5 % au niveau régional.
En 2012, la droite ne représente que 37 % des suffrages exprimés et la gauche au contraire progresse et atteint 23,5 %. Le fait marquant de ces élections réside dans la forte progression de l'extrême droite (FN) à Battenheim : elle atteint 29 % des suffrages exprimés. Le centre (MoDem) perd du terrain, à moins de 10 %. François Hollande, élu président de la République le 6 mai 2012, n'a obtenu que 30 % des suffrages exprimés au second tour.

#### Élections législatives
Lors des élections législatives de 2007, les électeurs octroyaient près de 63 % de leurs suffrages à la droite, alors que le Parti Socialiste (PS), encore deuxième force politique du village, n'obtenait que 20 % des suffrages. Ainsi, Francis Hillmeyer (UMP) a été élu dès le premier tour.
Les élections de 2012 se sont elles soldées par un triangulaire UMP/FN/PS, qui a permis au candidat sortant d'être réélu. Alors que ce dernier a obtenu 43,3 % des suffrages exprimés au premier tour, le candidat du FN frôle les 32 % et le candidat du PS 19 %. Le FN peut désormais être considéré comme la deuxième force politique, derrière l'UMP.

### Finances locales
Cette sous-section présente la situation des finances communales de Battenheim.
Pour l'exercice 2013, le compte administratif du budget municipal de Battenheim s'établit à  2 331 000 € en dépenses et 2 733 000 € en recettes :
En 2013, la section de fonctionnement se répartit en 1 147 000 €  de charges (831 € par habitant) pour 1 577 000 € de produits (1 142 € par habitant), soit un solde de 430 000 € (311 € par habitant), :
- le principal pôle de dépenses de fonctionnement est celui des contingents[Note 8] pour une valeur totale de 389 000 € (34 %), soit 282 € par habitant, ratio supérieur de 500 % à la valeur moyenne pour les communes de la même strate (47 € par habitant). Sur la période 2009 - 2013, ce ratio fluctue et présente un minimum de 9 € par habitant en 2011 et un maximum de 624 € par habitant en 2010 ;
- la plus grande part des recettes est constituée des impôts locaux[Note 9] pour  609 000 € (39 %), soit 441 € par habitant, ratio supérieur de 55 % à la valeur moyenne pour les communes de la même strate (285 € par habitant). En partant de 2009 et jusqu'à 2013, ce ratio augmente de façon continue de 215 € à 441 € par habitant.

Les taux des taxes ci-dessous sont votés par la municipalité de Battenheim. Ils ont varié de la façon suivante par rapport à 2012 :
- la taxe d'habitation sans variation 9,25 % ;
- la taxe foncière sur le bâti égale 10,50 % ;
- celle sur le non bâti sans variation 44,88 %.

La section investissement se répartit en emplois et ressources. Pour 2013, les emplois comprennent par ordre d'importance :
- des dépenses d'équipement[Note 11] pour un montant de 1 064 000 € (90 %), soit 771 € par habitant, ratio supérieur de 132 % à la valeur moyenne pour les communes de la même strate (333 € par habitant). Sur la période 2009 - 2013, ce ratio fluctue et présente un minimum de 315 € par habitant en 2011 et un maximum de 1 457 € par habitant en 2010 ;
- des remboursements d'emprunts[Note 12] pour une valeur de 66 000 € (6 %), soit 48 € par habitant, ratio inférieur de 23 % à la valeur moyenne pour les communes de la même strate (62 € par habitant).

Les ressources en investissement de Battenheim se répartissent principalement en :
- fonds de Compensation pour la TVA pour  21 000 € (2 %), soit 16 € par habitant, ratio inférieur de 57 % à la valeur moyenne pour les communes de la même strate (37 € par habitant). Pour la période allant de 2009 à 2013, ce ratio fluctue et présente un minimum de 16 € par habitant en 2013 et un maximum de 223 € par habitant en 2011 ;
- aucune nouvelle dette.

L'endettement de Battenheim au 31 décembre 2013 peut s'évaluer à partir de trois critères : l'encours de la dette, l'annuité de la dette et sa capacité de désendettement :
- l'encours de la dette pour  530 000 €, soit 384 € par habitant, ratio inférieur de 36 % à la valeur moyenne pour les communes de la même strate (601 € par habitant). Pour la période allant de 2009 à 2013, ce ratio fluctue et présente un minimum de 384 € par habitant en 2013 et un maximum de 963 € par habitant en 2010[A2 5] ;
- l'annuité de la dette pour une valeur totale de 84 000 €, soit 61 € par habitant, ratio inférieur de 28 % à la valeur moyenne pour les communes de la même strate (85 € par habitant). Depuis 5 ans, ce ratio fluctue et présente un minimum de 51 € par habitant en 2009 et un maximum de 481 € par habitant en 2010[A2 5] ;
- la capacité d'autofinancement (CAF) pour une valeur de 501 000 €, soit 363 € par habitant, ratio supérieur de 133 % à la valeur moyenne pour les communes de la même strate (156 € par habitant). Pour la période allant de 2009 à 2013, ce ratio fluctue et présente un minimum de 253 € par habitant en 2009 et un maximum de 603 € par habitant en 2012[A2 6]. La capacité de désendettement est d'environ un an en 2013. Sur une période de 14 années, ce ratio est constant et faible (inférieur à 4 ans).

## Équipements et services publics

### Enseignement
La commune dispose d'une école élémentaire répartie en deux classes ainsi que d'une école maternelle. Le complexe scolaire réunissant ces deux structures possède une bibliothèque ainsi qu'une salle informatique. Un espace périscolaire vient désormais compléter l'outil éducatif au sein d'une nouvelle salle communale (à visée culturelle et festive notamment) construite en 2009-2010.

## Population et société

### Démographie

#### Évolution démographique
L'évolution du nombre d'habitants est connue à travers les recensements de la population effectués dans la commune depuis 1793. Pour les communes de moins de 10 000 habitants, une enquête de recensement portant sur toute la population est réalisée tous les cinq ans, les populations de référence des années intermédiaires étant quant à elles estimées par interpolation ou extrapolation. Pour la commune, le premier recensement exhaustif entrant dans le cadre du nouveau dispositif a été réalisé en 2006.

En 2022, la commune comptait 1 552 habitants, en évolution de −0,19 % par rapport à 2016 (Haut-Rhin : +0,66 %, France hors Mayotte : +2,11 %).
| 1793 | 1800 | 1806 | 1821 | 1831  | 1836 | 1841  | 1846  | 1851  |
| ---- | ---- | ---- | ---- | ----- | ---- | ----- | ----- | ----- |
| 734  | 704  | 849  | 924  | 1 092 | 978  | 1 100 | 1 155 | 1 183 |

| 1856  | 1861  | 1866  | 1871  | 1875  | 1880  | 1885  | 1890  | 1895  |
| ----- | ----- | ----- | ----- | ----- | ----- | ----- | ----- | ----- |
| 1 235 | 1 215 | 1 188 | 1 168 | 1 089 | 1 074 | 1 034 | 1 010 | 1 014 |

| 1900  | 1905 | 1910 | 1921 | 1926 | 1931 | 1936 | 1946 | 1954 |
| ----- | ---- | ---- | ---- | ---- | ---- | ---- | ---- | ---- |
| 1 012 | 989  | 961  | 904  | 824  | 815  | 779  | 675  | 660  |

| 1962 | 1968 | 1975 | 1982  | 1990  | 1999  | 2006  | 2011  | 2016  |
| ---- | ---- | ---- | ----- | ----- | ----- | ----- | ----- | ----- |
| 620  | 757  | 813  | 1 003 | 1 174 | 1 322 | 1 281 | 1 355 | 1 555 |

| 2021  | 2022  | - | - | - | - | - | - | - |
| ----- | ----- | - | - | - | - | - | - | - |
| 1 566 | 1 552 | - | - | - | - | - | - | - |

Battenheim a connu une vive explosion démographique dès l'installation de l'usine Peugeot de Sausheim dans les années 1960.

#### Pyramide des âges
En 2018, le taux de personnes d'un âge inférieur à 30 ans s'élève à 31,6 %, soit en dessous de la moyenne départementale (33,9 %). De même, le taux de personnes d'âge supérieur à 60 ans est de 24,5 % la même année, alors qu'il est de 26,0 % au niveau départemental.
En 2018, la commune comptait 797 hommes pour 795 femmes, soit un taux de 50,06 % d'hommes, légèrement supérieur au taux départemental (48,98 %).
Les pyramides des âges de la commune et du département s'établissent comme suit.
| Hommes | Classe d’âge | Femmes |
| ------ | ------------ | ------ |
| 0,4    | 90 ou +      | 1,4    |
| 6,6    | 75-89 ans    | 7,0    |
| 16,7   | 60-74 ans    | 16,9   |
| 23,4   | 45-59 ans    | 22,6   |
| 20,1   | 30-44 ans    | 21,6   |
| 14,2   | 15-29 ans    | 13,7   |
| 18,6   | 0-14 ans     | 16,8   |

| Hommes | Classe d’âge | Femmes |
| ------ | ------------ | ------ |
| 0,6    | 90 ou +      | 1,6    |
| 7,1    | 75-89 ans    | 9,5    |
| 17,4   | 60-74 ans    | 17,8   |
| 21,4   | 45-59 ans    | 20,9   |
| 18,7   | 30-44 ans    | 18,6   |
| 16,9   | 15-29 ans    | 15,2   |
| 17,9   | 0-14 ans     | 16,5   |

### Vie associative
Il existe de nombreuses associations à Battenheim : un club de football, de tennis (site web), de ping-pong, de pétanque, une association consacrée à l'Histoire, une autre au carnaval, etc. Chaque année, la Fourmilière, le regroupement des associations du village, organise une fête d'octobre nommée « fête de la Fourmi » (en allusion à l'insecte symbolisant les habitants de Battenheim) avec concerts et dîners dansants notamment. D'autres événements sont proposés au cours de l'année comme des représentations d'une pièce de théâtre alsacien en début d'année, un carnaval, une fête du village en mai, un salon énergies renouvelables & matériel agricole (depuis 2006) ainsi qu'un marché de Noël notamment.

## Économie

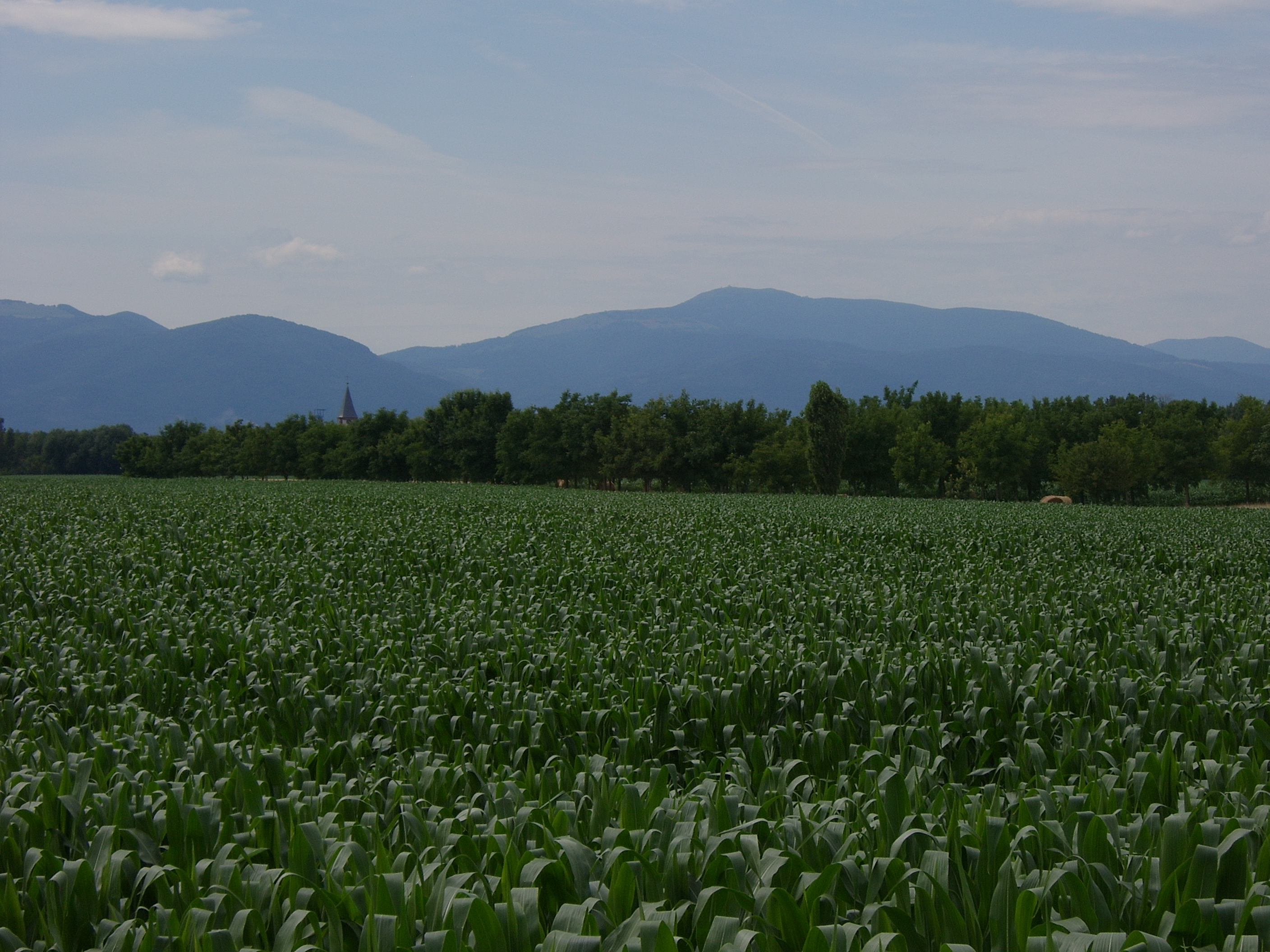
Les champs de maïs occupent une grande surface de la commune.

Battenheim est une commune de la couronne périurbaine de Mulhouse.
Le secteur tertiaire est très présent à Battenheim. Près d'une vingtaine d'entreprises de cette branche importante de l'économie française y sont installées, notamment dans les domaines du service à la personne, du service aux entreprises, des transports, du commerce de marchandises, de l'ingénierie du bâtiment et de l'exploitation forestière. Plusieurs entreprises artisanales sont également présentes.
L'agriculture occupe également une place importante à Battenheim. Malgré un faible nombre d'agriculteurs, les surfaces exploitées sont très importantes en comparaison des surfaces habitées : il s'agit essentiellement d'agriculture céréalière.
La population active représente 74 % de la population des « 15 ans à 64 ans » et le taux de chômage en 2007 était d'un peu plus de 6,4 %. Il est bon de noter que la grande majorité des employés battenheimois travaillent dans une autre commune.

### Commerces
Battenheim possède un commerce multi-services (alimentation générale, point Poste, presse) ouvert le dimanche ainsi qu'une boulangerie artisanale et un salon de coiffure. De plus, au moins deux grands centres commerciaux sont situés à moins de 6 km : l'un à l'Île Napoléon et l'autre à Wittenheim.

### Hôtellerie et restauration
Un hôtel-restaurant, « À L'Ancienne Poste », et un restaurant, « La Couronne », sont situés au centre du village, non loin de l'église.

## Culture locale et patrimoine

### Lieux et monuments

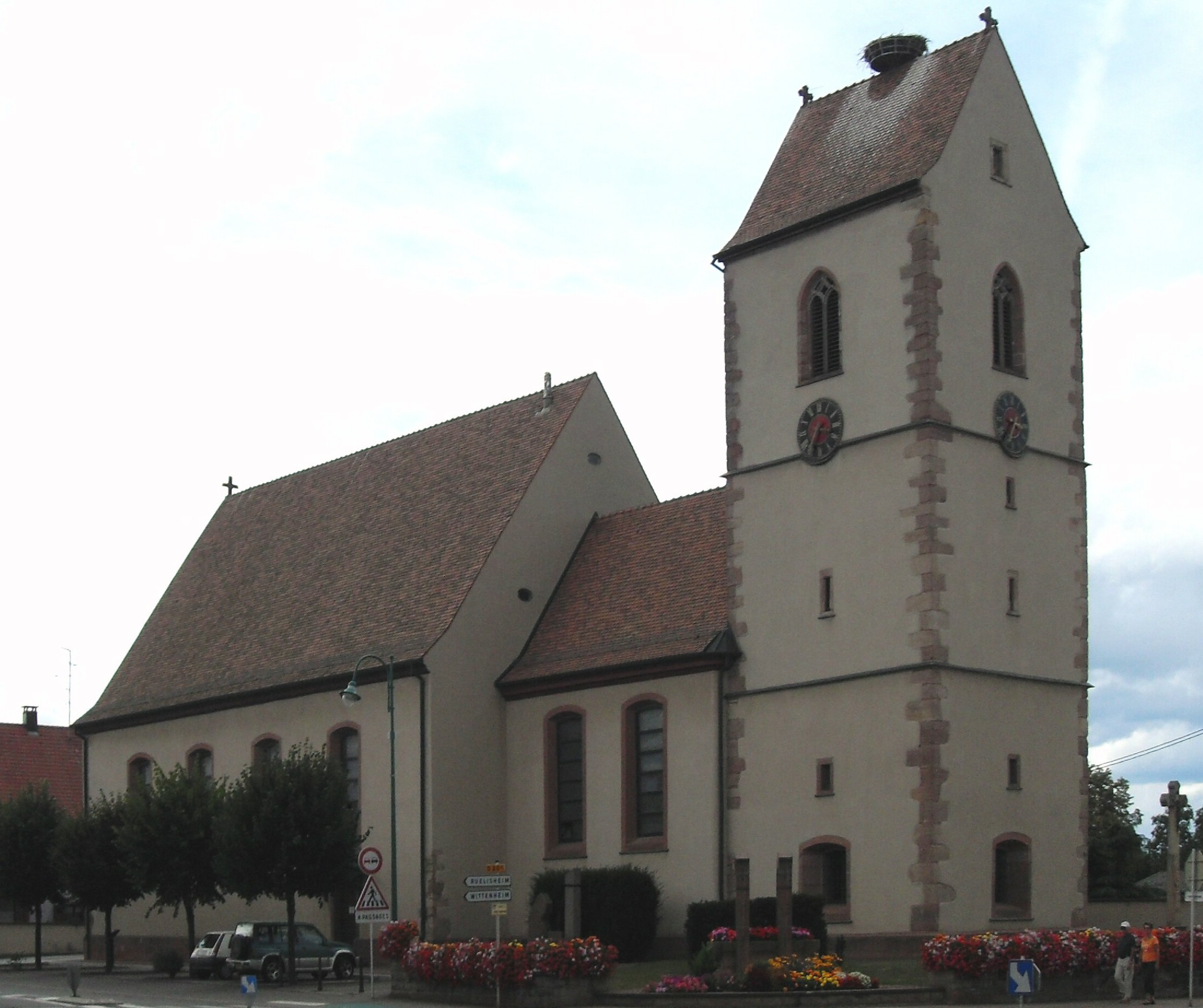
L'église Saint-Imier.

L'église Saint-Imier possède une nef datant du XVIIIe siècle. Le clocher et le chœur sont de types gothique et l'autel baroque. Dans cette église réside un grand orgue datant de 1720. Il fut restauré en 1989. Un calvaire, datant de 1776, est présent sur le site.
Un imposant moulin à eau est situé sur le Quatelbach, la rivière traversant Battenheim. À proximité se trouve un petit mémorial dédié à la Libération.

### Héraldique
| Blason de Battenheim | Les armes de Battenheim se blasonnent ainsi : « De gueules à la fasce d'argent et à un fer à cheval d'or brochant sur le tout. » |

Ce blasonnement ne date que de 1974. En effet, le maire de l'époque a modifié la couleur du fer à cheval qui était à l'origine de sable car deux autres communes haut-rhinoises avaient les mêmes armoiries.
Les couleurs de l'écu rappellent l'appartenance du village à la maison d'Autriche (des Habsbourg) jusqu'en 1648. Le fer à cheval est lui l'emblème du village depuis le XVIIe siècle.